# Unie svobody – Demokratická unie

Logo der US-DEU um 2004

Unie svobody – Demokratická unie (US-DEU, deutsch Freiheitsunion – Demokratische Union) war eine liberal-konservative Partei in Tschechien. Die Unie svobody entstand 1998 als Abspaltung von der ODS. Sie fusionierte 2001 mit der außerparlamentarischen Demokratická unie. Von 2002 bis 2006 war die US-DEU als Juniorpartner an der Regierung beteiligt. Ab 2006 war sie nicht mehr im Parlament vertreten, 2011 löste sie sich auf.

## Ausrichtung
Die Partei trat für freie Marktwirtschaft ein. Sie verlangte entschieden weniger Staat und mehr Markt. Insbesondere engagierte sie sich für eine schnelle Privatisierung durch den Verkauf der Regierungsanteile an Banken und halbstaatlichen Unternehmen. So sollte ein vereinheitlichter, transparenter Kapitalmarkt mit besserem Schutz für Kleinaktionäre entstehen. Außerdem strebte sie Dezentralisierung an. Die Partei erhielt vorwiegend unter jüngeren und besser gebildeten Wählern Zuspruch.

## Geschichte

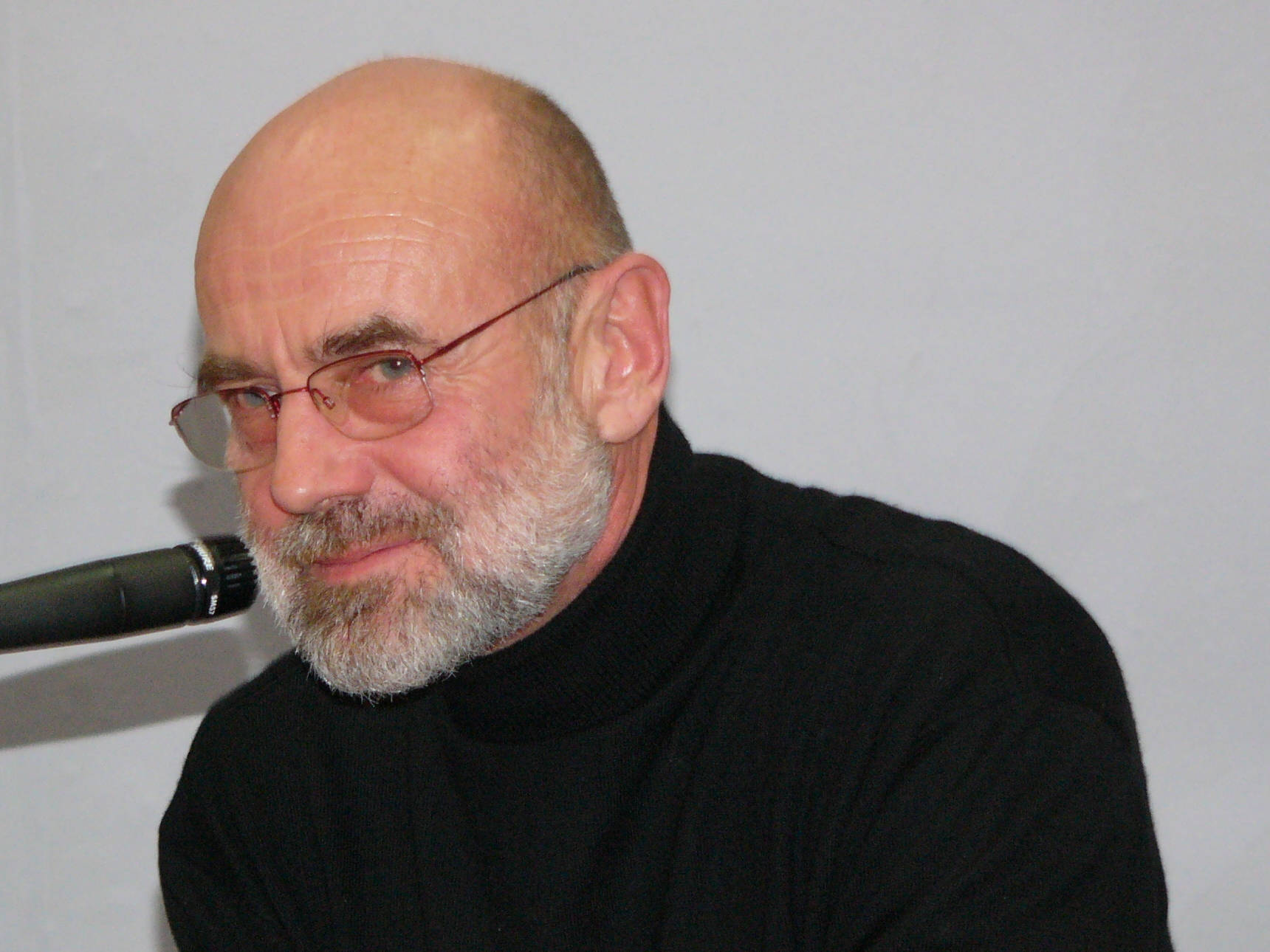
Jan Ruml (2007)

Die Gründung der Unie svobody („Freiheitsunion“) wurde im Januar 1998 beschlossen. Sie entstand durch Abspaltung von der Občanská demokratická strana (ODS), die Ende 1997 in einen Parteispendenskandal verwickelt gewesen war. Ihr erster Vorsitzender war Jan Ruml, ein bekannter ehemaliger Dissident, der 1992 bis 1997 Innenminister gewesen war. Die US erreichte bei den Parlamentswahlen 1998, bei der sie erstmals antrat, 8,6 % der Stimmen und 9 Parlamentssitze. Nachdem nach den Wahlen die ČSSD eine von der ODS tolerierten Minderheitsregierung bildete, schlossen sich die „bürgerlichen“ Parteien US, KDU-ČSL, ODA und DEU zur so genannten Čtyřkoalice (Viererkoalition) zusammen, die 2000 bei den Senats- und Bezirkswahlen sehr erfolgreich war; im Senat und in 5 von 13 Bezirken wurde die Koalition stärkste Kraft. 2000 löste Karel Kühnl Ruml an der Parteispitze ab.

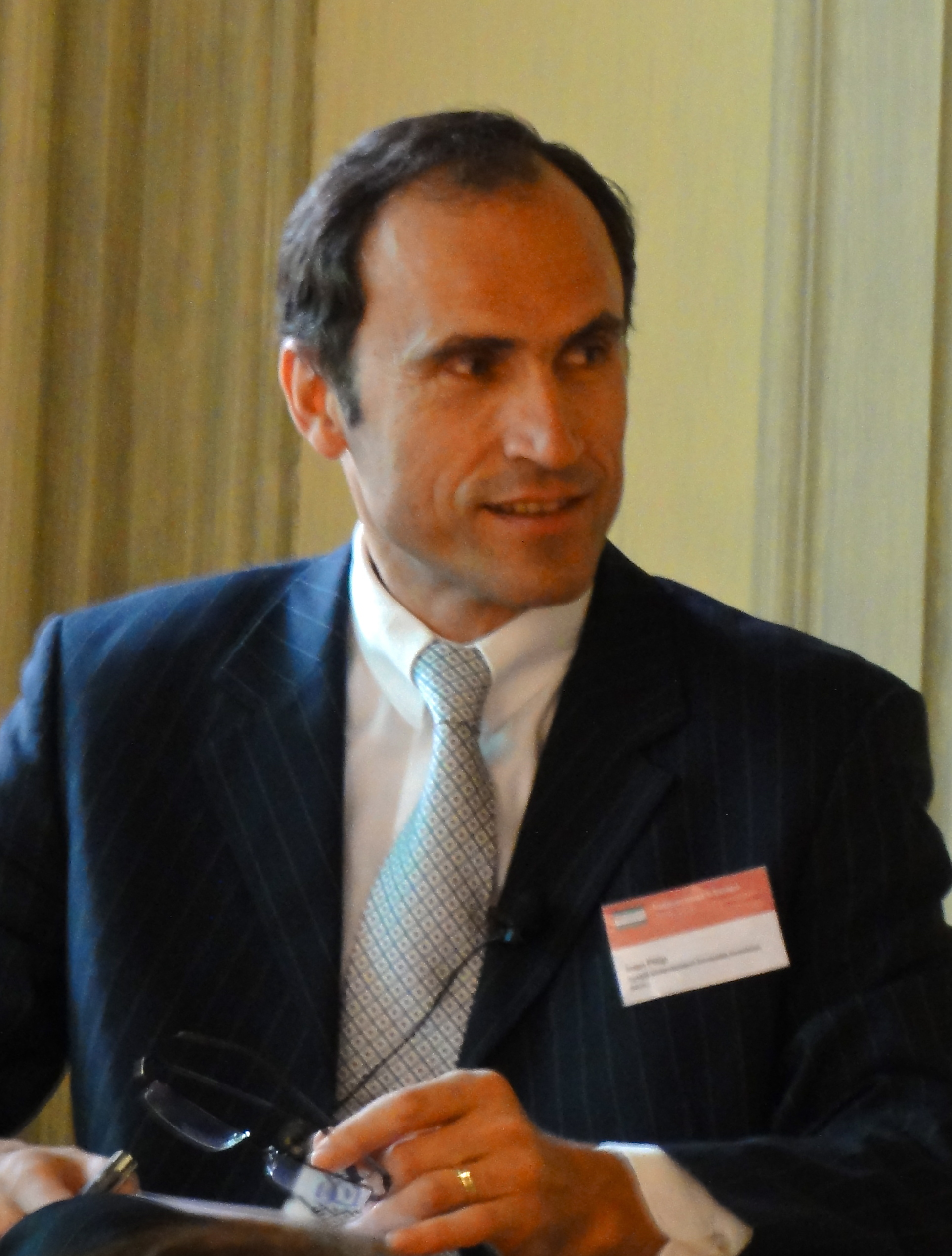
Ivan Pilip (2012)

Zum Jahreswechsel 2001/02 wurde die kleinere, bereits 1994 gegründete, konservativ-antikommunistische Partei Demokratická unie (DEU) in die Freiheitsunion integriert. Seitdem hieß die Partei Unie svobody – Demokratická unie. Neue Vorsitzende wurde Hana Marvanová. Nach einer komplizierten Entwicklung und dem Ausscheiden der ODA aus der Viererkoalition und der Integration der DEU ging die neu formierte US-DEU im Jahre 2002 in einem Wahlbündnis mit der KDU-ČSL in die Wahlen zum Abgeordnetenhaus; dieses Bündnis wurde allgemein Koalice (‚Koalition‘) genannt. Bei den Wahlen am 14./15. Juni 2002 erreichte die „Koalition“ 14,2 Prozent der Stimmen und errang damit 31 von 200 Parlamentssitzen, von diesen fielen 9 an die US-DEU. Mit diesem Ergebnis – viertstärkste Kraft – blieb die Koalition deutlich hinter dem eigenen Wahlziel zurück, Hana Marvanová trat nach den Wahlen als Parteivorsitzende zurück. 
Die Partei wurde dann für einige Zeit provisorisch von Ivan Pilip (2002–03) bzw. Petr Mareš (2003–04) geführt. KDU-ČSL und US-DEU traten im Juli 2002 als Juniorpartner in die Regierung von Ministerpräsident Vladimír Špidla (ČSSD) ein. Die Freiheitsunion stellte drei Minister: Petr Mareš für Wissenschaft, Pavel Němec für regionale Entwicklung und Vladimír Mlynář für Informatik. Zur ersten Europawahl nach dem EU-Beitritt Tschechiens, die im Juni 2004 abgehalten wurde, trat die US-DEU im Verbund mit drei weiteren liberalen Parteien (ODA, Cesta změny und LiRA) an. Diese Union der liberalen Demokraten erhielt jedoch nur 1,7 Prozent der Stimmen und somit keinen Sitz im Europäischen Parlament. 
Nach dem Rücktritt von Ministerpräsident Špidla im Sommer 2004 setzte die US-DEU die Koalition mit den Sozialdemokraten unter Stanislav Gross fort. Die Freiheitsunion erhielt die Ressorts für Justiz (Pavel Němec), Verteidigung (Karel Kühnl) und Informatik (weiter Mlynář). Pavel Němec wurde neuer Parteivorsitzender. Die US-DEU blieb auch nach Gross’ Rücktritt und der Übernahme der Regierung durch Jiří Paroubek im April 2005 in der Regierung. Němec wurde im Dezember 2005 (ein halbes Jahr vor den Wahlen) im Amt des Parteivorsitzenden bestätigt.
Die Freiheitsunion trat bei den Wahlen zur Abgeordnetenkammer 2006 allein, ohne die KDU-ČSL, an und erreichte nur 0,3 % der Stimmen. Die Partei war demgemäß nach 2006 nicht mehr in der Abgeordnetenkammer des tschechischen Parlamentes vertreten. Wegen des schlechten Abschneidens trat Pavel Němec nach den Wahlen 2006 zurück und wurde von Jan Hadrava abgelöst. 2007 übernahm Jan Černý die Führung der Partei, die jedoch bei keiner Wahl mehr Erfolge verzeichnen konnte. Bei den Senatswahlen 2008 verlor sie auch ihren letzten Senator.  Nach Informationen auf der Homepage hat die US-DEU am 1. Januar 2011 ihre Tätigkeit eingestellt und ist in Liquidation gegangen.

## Wahlergebnisse

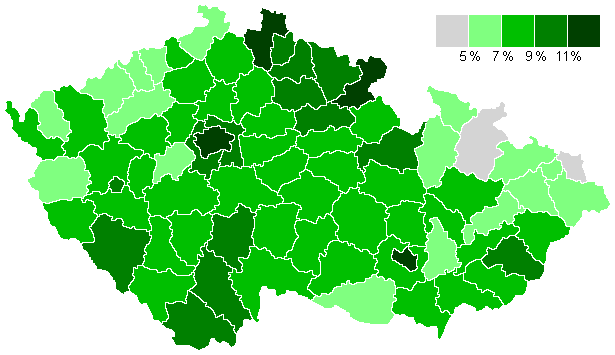
Regionale Verteilung des Wähleranteils 1998

| Wahl    | Stimmen | Prozent | Zahl der Abgeordneten |
| ------- | ------- | ------- | --------------------- |
| 1998 1) | 513 596 | 8,60 %  | 19                    |
| 2002 2) | 680 671 | 14,27 % | 8 3)                  |
| 2006    | 16 457  | 0,30 %  | 0                     |

## Struktur
Die Partei hatte ursprünglich (kurz nach ihrer Gründung) 3000 bis 4000 Mitglieder, neuere zuverlässige Angaben gibt es nicht. Sie war jedoch in allen 14 Regionen (kraj) Tschechiens aktiv.

## Parteivorsitzende
- 1998–1999 Jan Ruml
- 2000–2001 Karel Kühnl
- 2001–2002 Hana Marvanová
- 2002–2003 Ivan Pilip
- 2003–2004 Petr Mareš
- 2004–2006 Pavel Němec
- 2006–2007 Jan Hadrava
- 2007–2010 Jan Černý